# Golf de Trieste
El golf de Trieste (en eslovè Tržaški zaliv i en croata Tršćanski zaljev) és un golf de la mar Adriàtica septentrional, comprès entre l'illa de Grado (Friül Venècia Júlia) i la punta Salvore (Croàcia), prop de Piran (Eslovènia).
Té una extensió d'uns 550 km² amb una profunditat mitjana de 16 m i màxima d'uns 25 m. La seva embocadura és àmplia, de 21 km. La costa té fondals baixos i sorrencs en la part occidental, caracteritzada per la presència de nombrosos afloraments rocosos ("trezze"), mentre la resta del litoral, de la desembocadura del Timavo enllà, és majoritàriament alt i rocós, ja que és a redós de l'altiplà del Carso. En la part italiana hi desemboquen els rius Isonzo i Timavo, en l'eslovena els rius Rižana i Dragonja, aquest darrer en els confins amb Croàcia.
La ciutat de Trieste es troba en la part més interior i oriental; els altres centres urbans rellevants que tenen front sobre el golf són Monfalcone, Duino i Muggia, a Itàlia, Koper, Illa d'Ístria i Piran, a Eslovènia.
Sobre el golf hi tenen front també les reserves naturals reginals de la vall Cavanata, de les desembocadures del Soča i dels penyasegats de Duino, així com la Reserva natural marina de Miramare a Itàlia, la reserva natural de Strugnano, les àrees marines protegides de punta Madonna i punta Grossa i el parc natural de les salines de Sicciole a Eslovènia.
El golf de Trieste és el golf més septentrional del món amb un clima de tipus mediterrani.